# リッチテキスト・コンバータ
リッチテキスト・コンバータはアンテナハウスが開発・販売していた、ワードプロセッサなどの文書ファイルを変換するソフトウェアである。
OASYS、ルポなどの日本語ワープロ専用機の文書、一太郎やMicrosoft Wordなどのパソコンのワープロソフトファイル、表計算ソフトのファイル、Portable Document Format (PDF) のファイルなどを相互に変換することができる。
ワープロ専用機のフロッピーディスク (FD) は、特殊なフォーマットになっていて、Microsoft Windowsの機能のみでは読めないため、リッチテキスト・コンバータ独自のフロッピーディスク・ドライブ装置制御ソフトを使って読むか、USB接続のフロッピーディスク・ドライブ (FDD) 装置を使って読むようになっている。
1990年に、アンテナハウスはマイクロソフト日本法人と共同で、RTF（リッチテキスト・フォーマット）に日本語機能を追加したRTFJ (Rich Text Format Japanese) を中間形式としたワープロ文書間の相互変換を実現した。但し、その後のMicrosoft Wordの日本語版でRTFJが採用されなかったため、RTFJはアンテナハウスのみがサポートする独自形式となっていた。